# Eurystauridia medialis
Eurystauridia medialis är en fjärilsart som beskrevs av M.Gaede 1928. Eurystauridia medialis ingår i släktet Eurystauridia och familjen tandspinnare. Inga underarter finns listade i Catalogue of Life.